# Cytilus mimicus
Cytilus mimicus là một loài bọ cánh cứng trong họ Byrrhidae. Loài này được Casey miêu tả khoa học năm 1912.